# Amtylochiusz
Amfilochiusz (ukr. Амфилохій; ? – 1122), prawosławny biskup włodzimiersko-wołyński, święty (prepodobnyj) Kościoła Prawosławnego. Według latopisu otrzymał sakrę biskupią 27 sierpnia 1105 roku jako drugi (lub trzeci) z rzędu prawosławny biskup włodzimierski. W 1122 r. po siedemnastu latach posługi biskupiej usunął się do Ławry Kijowsko-Pieczerskiej. Według innych źródeł godził pokłóconych książąt, w wyniku czego musiał zbiec i ukrywać się w Ławrze Kijowsko-Pieczerskiej. Przyczynił się do rozwoju kultu św. Teodozjusza Pieczerskiego. Kanonizowany przez Kościół Prawosławny – jego wspomnienie obchodzone jest razem z innymi świętymi wołyńskimi 10 (23) października w dzień powrotu Ławry Poczajowskiej do prawosławia (1831). 